# 周易
周易（しゅうえき）は易経に記された、爻辞、卦辞、卦画に基づいた占術であり、易経の異名の一つである。

## 概要
中国哲学研究者の三浦國雄は著書において、易経について、

もともとこれは、おみくじのような断片的な占いのことばだったはずですが、一冊のテキストに編集されていく過程でずいぶん化粧をほどこされ、いつの間にか『易経』などと呼ばれて神聖な儒教の経典の仲間入りどころか、そのトップに祀り上げられたのです。

「化粧をほどこされ」たと述べたのは、漢の時代に繋辞伝をはじめとする注釈が書かれたことを指していて、これでこの書物もずいぶんらしくなったのですが、それでも卜筮の書というその性格が否定されたわけではありませんでした。

と語っている。
易経は、古い時代からの卜辞の集積から爻辞が生まれ、次いで卦名、卦辞が作成されるといった変遷を経て成立したものであることが、近年の出土資料からはっきりしてきた。そういった考察をまとめた研究の1つに、(元勇準 2008)がある。また1977年に安徽阜陽双古堆の西漢汝陰候墓から出土した、阜陽漢簡『周易』には卦辞爻辞に対して卜辞が付けられていて、詳細な占筮の書として使用されていたことを裏付けている。したがって台湾の邵詩譚や徐世大などの「周易の本文は卜筮のために書かれたものではない」という説は今日では成立の余地が殆んどない。
本田済は、「卦爻辞の材料は、卦とは別途の発生にかかるもの、本来筮の用のものでなかった。その大部分は別の用途の古い文句で、おそらく六十四卦より先にあった。筮法の高度の発達が六十四卦を産み出し、それにことばをつける必要が生じた時、この本来別途の一群の古い文字が間に合わせにとりあげられた。この古い文句はもともと六つ一組になっていたものでないから六爻に割りつけたばあい、余るものもあるがたいていは足りない。余った文句は別の卦のところへ穴埋めに使い、なお足りないものは、あるいは創作し、あるいは諺、成語などをも借りて来て数をそろえた。その結果が先に述べた不揃いな形となったのである（内藤、武内氏参照）。右の古い文句というのが何であったか。武内氏は卜辞の残りとせられ、内藤氏はおみくじの残りとされる。私は両方ともあると思う」と述べている。
近藤浩之・大野裕司は、「『周易』卦爻辞は、様々な占いの用語・語法及び占辞を、寄せ集め、採り入れて編纂し統合して成立したもので、明らかに、『日書』の類もその材料の一つである」（『『日書』より見た『周易』卦爻辞の用語・語法に関する考察』（『両漢における易と三礼』））と述べている。

## 歴史
もともと孔子は、宗教や呪術に批判的な人だった。これが原始的な儒教の立場だった。ところが、後の儒家たち（戦国末期ごろ）は、当時のライバルであった道家に対抗する必要に迫られていた。当時の儒家思想は哲学面が未発達であった一方、道家は高度な哲学を有していた。そこで儒家たちは、形而上学的な理論を獲得するため、もともと「占いの書」であった易に目をつけ、取り込んで儒教化することにした。池田などによれば、もともとの宗教批判的な態度から路線変更することにたいして、馬王堆帛書の要篇にはその逡巡が見える。また、元勇準は、「なぜ儒家たちは易に目をつけたのか」という問いにたいして、（易は）当時の道家の「不言の教え」を乗り越えるための絶好のテキストであった、としている（元勇準『『周易』の儒教経典化研究 : 出土資料『周易』を中心に』）。もともと「占いの書」である易は、人びとに「言い伝えるもの」であったからである。

## 十翼について
易経は周易の原文である爻辞、卦画、卦名、卦辞に十翼と呼ばれる注釈文を加えたものである。十翼とは下記の十個である。
- 彖伝（たんでん）上
- 彖伝下
- 象伝(しょうでん)上
- 象伝下
- 繋辞伝（けいじでん）上
- 繋辞伝下
- 文言伝
- 説卦伝（せっかでん）
- 序卦伝（じょかでん）
- 雑卦伝

三浦国雄は、「旧社会の儒者たちは，八卦と六十四卦は伏羲（ふくぎ），卦辞（各卦に付された占断の辞）は文王，爻（こう）辞（各卦の各爻に付された占断の辞）は周公，十翼は孔子の制作と信じていたが，むろんこれは《易》を権威づけるために言われた，文献学的根拠のない伝説にすぎない。孔子十翼制作説はすでに宋の欧陽修によって否定されたが（《周易童子問》），今日では，十翼はたがいに思想内容を異にしており，ひとりが同時に書いたものではなく，戦国時代から漢初に至る間に段階的に作られた」と述べている。
丸山松幸は「伝統的には孔子の作と伝えられてきたが、これは、後世の学者が十翼に権威を持たせるための仮託にすぎない」と述べており、彼の訳本は卦辞・爻辞・繋辞伝のみとなっている。
本田済は、「孔子が十翼を作ったということだけではない、孔子が易を読んだことすらが疑わしい」と述べている。
池田知久などは、「孔子が『易』を讀んだと傳えられていることも、史󠄁實としては極めて疑わしい」と述べている。
ほか、様々な説がある。
なお、本田済は、「（清代の考証学について）それは一見、近代的な科学精神に貫かれた学問のようではあるが、なお経書の宗教的権威は無視していないのである」「しかしその科学的批判のメスの及ぶ範囲に限界がある。経典自体の神聖性にまでは及ぼさないのである」と批判している。
- 崔述は、晋の杜預が「私が見た出土資料の『易経』には、十翼が全くついていなかった」と書き残していることや孔子の弟子たちが易について語っていないことを根拠に、十翼全てを孔子とは無関係の後世の何者かが創作したとした。この崔の説に近い主張をしているのは前述の三浦國雄など多く、現在の有力な説である。
- 皮錫瑞は、漢代の儒学者がしばしば「孔子は繋辞伝を書いている」と言っていたことを根拠に卦辞・爻辞・繋辞伝までを孔子の作とした。また、戴震の説により、他の十翼は後世の儒者が易を講義したときのメモを孔子の説だと誤って伝承したものだろうとした。説卦伝・序卦伝・雑卦伝は秦の始皇帝の焚書のときに失われ、漢代に無名の「河内の女子」なる人物が突然発見したという記録があることも指摘した。
- 康有為は十翼という概念を創作したのも、説卦伝・序卦伝・雑卦伝も、「河内の女子」の話も全て、経典偽造者として有名な新の劉歆のでっちあげであるとする。劉歆は周易を持ち上げるために文王や周公旦にひもづけ、自分の偽造を隠蔽するために、十翼なる概念を捏造し、元々孔子が作った卦辞・爻辞・彖伝・象伝・繋辞伝さえも上下に割ることさえしたと康は考えている。康の説は顧頡剛などの支持を得た。

## 様々な占術
また周易とは別に易の名を持つ占術に、いわゆる漢易、断易や五行易とよばれる占術がある。これは易卦の爻に十干十二支を付加し、その五行の消長によって吉凶を断じるものである。呉の虞翻などがこの漢易の大家であった。ただ五行易の原典の1つである易冒では、易卦の爻に変化するものがない鎮静卦における占断は易卦の卦辞に従うとしており、断易もまた周易から切り離されたものではない。

## 儒家による内容の改変
元勇準『『周易』の儒教経典化研究 : 出土資料『周易』を中心に』(元勇準 2008)などによれば、儒家によって内容の改変が行われた可能性がある。以下に概要を述べる。
- 无妄、大畜、蠱などの卦について、儒家による経文や解釈の改変が行われた可能性がある（元勇準『『周易』の儒教経典化研究 : 出土資料『周易』を中心に』）。

- 馬王堆帛書『周易』のころにはすでに、このような儒家による内容の改変が行われた可能性がある（元勇準『『周易』の儒教経典化研究 : 出土資料『周易』を中心に』）。

- 「元亨、利貞」は、もともと「神々が供物を受け取るので、願いがかない、貞問するのに有利である」「神が供物を受け取るので、万事が順調にいく」という意味の「占いの専門用語」だった。しかし儒家（『文言伝』『春秋左氏伝』など）によって「元」「亨」「利」「貞」はそれぞれバラバラにされ、「四徳」として解されるようになった（元勇準『『周易』の儒教経典化研究 : 出土資料『周易』を中心に』）。

- 『周易』経文の「中」は、もともと「中間」「途中」の意味であった。しかし儒家によって思想性が付与され、「中正」「中庸」の意味が生まれた(元勇準 2008)。

- もともと爻位説はなかった。しかし彖伝・象伝のころ、爻位説が重視されるようになった(元勇準 2008)。

- 本田済は、十翼（得中説など）が必ずしも爻辞の内容と合致していないことを示唆している[11]。

- 池田知久は、後代に作られた象数易説を批判している[12]。

- 馬王堆帛書の要篇には、「（易について）占いとしての側面は二の次である」という旨の記述が見える[13]。

- 馬王堆帛書『周易』および清華簡『別卦』の六十四卦の順番は通行本とは異なり、簡便な並び方であった。

## 『易』の原文
馬王堆本・上海博本・阜陽本などの発見から、易の原文について研究が進んだ。以下に概要を述べる。ただし、馬王堆本・上海博本・阜陽本・通行本のそれぞれに異同があり、『易』の原文・原意について解釈が分かれる場合も存在する。
- 坤卦……通行本では「坤」につくるが、馬王堆本では「川」につくる。また、「順」につくるという説も存在する（元勇準『『周易』の儒教経典化研究 : 出土資料『周易』を中心に』）。

## 近年の出土資料について
近年、複数の出土資料が次々に発見され、儒教経典化する以前の易について研究が進んだ。以下に易と関連するものを挙げる。詳細はそれぞれの記事を参考のこと。
- 1973年 - 馬王堆帛書『六十四卦』

時代：前漢文帝期ごろ
概要：通行本とは異なる順番の『六十四卦』、十翼とは異なる『伝』。
- 1977年 - 阜陽漢簡『周易』

時代：前漢文帝期ごろ
概要：通行本には存在しない「卜辞」が付いている。卦序は不明らしい。状態がよくないらしい。
- 1993年 - 王家台秦簡『帰蔵』

時代：戦国末期ごろ？
概要：三易のひとつ『帰蔵』である可能性がある
- 1993年 - 郭店楚簡『六徳』、『語叢』一

時代：戦国中期ごろ？
概要：『六徳』や『語叢』一に「易」の名が見られる。『六徳』や『語叢』一のころにはすでに儒家が易を経典視しているとのこと。
- 1994年 - 上博楚簡『周易』

時代：戦国末期ごろ
概要：『六十四卦』があるのみで、『易伝』はない。卦序は不明らしい。三十五卦分とのこと。
- 清華簡『別卦』、『筮法』

時代：戦国中期ごろ？
概要：『別卦』の卦序は馬王堆『六十四卦』と同じ。『筮法』には八卦が出てくる。ただし『筮法』は、一般的な易とは異なる占術である。『筮法』には六十四卦・卦爻辞・易伝は出てこない。（大野裕司『清華大學藏戰國竹簡『筮法』における占術の多重構造』）

## 易卦の構造
周易の原文は卦辞と爻辞と呼ばれる文章からなり、易卦や卦爻と呼ばれる記号が付されている。
「易卦」の記号は「爻」を重ねたものであり、「爻」には陽と陰がある。このうち、「―」が陽爻、「--」が陰爻を表し、「爻」を3つ重ねたものを「八卦」もしくは「小成卦」、6つ重ねたものを「易卦」、「六十四卦」または「大成卦」という。
陽爻「―」と陰爻「--」が現すものは対をなしている。つまり明が陽で暗が陰、日が陽で月が陰、堅が陽で柔が陰といった感じで陰陽が別けられる。次に八卦の図形を挙げる。
*　すべてが陰爻から出来ており、土（固体）が重なるから大地であり「地」という。　
- 大地を光が貫く形で「雷」という。
- 中央に液体があって両側に土があるから川の形であり「水」という。
- 大地の下に空洞や水がある形であり「沢」という。
- 重なる土の上に空があるから「山」という。
- 中心に固体があり周りに熱や気体があり「火」という。
- 大地の上に掴めない気体があるから「風」という。
- 気体ばかりで何もないように見えるから「天」という。[信頼性要検証]

また、易卦はもともと二進法で表す数字であるという説があり、次のように数を当てはめることができる。右側は二進法の表示であり、易卦と全く同じ並びになることが理解できる。
|  | 0 | 000 |
|  | 1 | 001 |
|  | 2 | 010 |
|  | 3 | 011 |
|  | 4 | 100 |
|  | 5 | 101 |
|  | 6 | 110 |
|  | 7 | 111 |

易卦が二進法の数字であると喝破したのはライプニッツであり、宋易の円図、方図の並び方から解読し、「坤」→「剥」→「比」から「乾」までに0から63までの数をあてはめたという。
ただし、円図方図では、爻の変化を上爻から順番に行っており、上図のように初爻から上爻に向かって順番に変化させたほうが、初爻から順に立卦する易の性格上合理的である。
張明澄著『周易の真実』（1998年日本員林学会、2008年に改訂版）では、「坤」→「復」→「師」から「乾」へという順序に易卦を並べ替えており、「乾、坤」から始まり「未済」で終わる『易経』の順序には、なんら法則性も根拠もないとしている。

## 宋易と風水
漢代から宋代にかけての儒易の系譜は経典儒と呼ばれる。四書五経を重んじ、礼儀を第一に尊ぶ規範としての学問であり、『易経』は占卜の書とはいっても、もっぱら儒教の倫理を説き、儒家としての正しい処世を求めるため、経文の解釈はもっぱら十翼一辺倒となり、発展も見られなかった。
しかし、宋代から明代にかけて、儒易の系譜は、横渠学・朱子学・陽明学へと連なる、理学という学問体系を形成した。
まず、北宋時代に入ると、易卦を数理的に解釈する、象数易というものが誕生した。象数家の系譜は、円図・方図を作ったとされる陳摶（陳希夷）に始まり、种放・穆修・李之才（李挺之）、そして『皇極経世』を編んだ邵雍（邵康節）などの人脈を生んだ。
円図・方図は、現代に続く風水の系譜のなかでは主流となっている元合派、つまり三元派や三合派と呼ばれるグループの理論的な拠り所である。
宋代の経典儒としては、『太極図説』を編み「後天優勢、以学為志」を説いた周敦頤（周濂渓、1017-1073）、「気即理」を説き「横渠学」を立てた張載（張横渠、1020-1077）、そして「性即理」「天理」を説いた程顥（程明道、1032-1085）と「心即理」「理気二元」を説いた程頤（程伊川、1033-1107）の兄弟が「理」について異論を唱え、それぞれの学派を形成する。
程顥の系統は、南宋の朱熹（朱元晦、1130-1200）へと引き継がれ「朱子学」となる。
程頤の系統は、南宋の陸九淵（陸象山、1139-1193）へと引き継がれ、さらに明の王守仁（王陽明、1472-1529）によって「陽明学」が打ち立てられ、さらに王畿（王龍渓、1498-1583）、李贄（李卓吾、1527-1602）と続く。
宋・明の「理学」にあっては、「気」と「理」のあり方がもっとも問われるところである。「気」とは自然、つまり先天的に存在する数理のようなロジックであり、経験則と言い換えることもでき、「格物致知」という「大学」以来の理念によって現出される。しかし「理」とは倫理であり、もともと人間に生まれつき備わるものなのか、学ぶことによって後天的に得るものなのか、あるいは行いによって初めて真実となるのか、などが争われたのである。
宋の象数易以前は、風水を観察する者にとって「気」を読むこと、つまり経験則だけが頼りであり、「三式」などの理論も、もっぱら「記号類型」という経験則であり、「理」と言えるような根拠は持ち得なかったのである。
つまり現代の風水信奉者が「非科学的」といって軽蔑されることに耐えられなくなって、磁気地理学などといった「疑似科学」に腐心するように、当時の風水師たちが「理気」という言葉に陶酔していったのも無理からぬことではある。しかしそれは「腐儒」という堕落と隣り合わせであったことも否めなかった。
時間や方位など、あらゆる物事に易卦や干支という記号をつけて分類した上で、共通するものから規則性を見出し、次に来るものを予知する、という中国式記号類型学の手法は、「格物致知」という、二千年来中国の学問を支え続けた理念に合致するだけではない。そのような経験を持たない西洋科学から見て否定も肯定もできないし、少なくとも「反科学」とは言えない分野である。